# Hemiclusiosoma trivittatum
Hemiclusiosoma trivittatum är en tvåvingeart som beskrevs av Hardy 1986. Hemiclusiosoma trivittatum ingår i släktet Hemiclusiosoma och familjen borrflugor. Inga underarter finns listade i Catalogue of Life.